# Rock with U
Rock with U è una canzone della cantante statunitense Janet Jackson estratta come secondo singolo dal suo decimo album in studio, Discipline del 2008.

## Descrizione
Le sonorità dance pop della canzone sono state curate dai suoi autori Jermaine Dupri, all'epoca compagno della Jackson, e da Ne-Yo ed Eric Stamile. Secondo Janet Jackson, la canzone è stata creata per la comunità gay, dichiarando che già durante la lavorazione del precedente album, aveva iniziato a lavorare ad un pezzo che trattasse l'argomento e aveva chiesto al suo compagno, Dupri, di aiutarla a trovare il pezzo adatto. Così il produttore le diede un CD con 10 tracce demo di canzoni che potevano essere dedicate alla comunità LGBT, e la cantante si innamorò di Rock with U che venne pertanto scelta per essere registrata e inserita nell'album.

## Video
Il videoclip della canzone fu diretto dal regista inglese Saam Farahmand e ritrae la cantante, assieme ai suoi ballerini, mentre ballano in una discoteca dove si sta svolgendo una festa, illuminati a tratti da dei raggi di luce di vari colori, in una complessa coreografia creata dallo storico coreografo della cantante, Gil Duldulao.
Le riprese furono eseguite utilizzando dei piani sequenza e dei long take per tutta la durata della canzone, in realtà inframezzati da dei "tagli fantasma" eseguiti approfittando di un momento di interruzione delle luci o di un primo piano della cantante o di un'inquadratura particolare della scena. Come dichiarato dalla Jackson, il video e il suo stile furono ispirati dai blitz kids, un gruppo di ragazzi che frequentavano il night club Blitz in Inghilterra nei primi anni Ottanta, fra i quali vi era un giovane Boy George. La cantante ha definito pertanto il video come "il suo primo video in stile club music".

## Tracce
1. Rock with U (Radio Edit) – 3:57
2. Rock with U (Instrumental) – 3:51

## Classifiche
| Classifica (2008)                        | Posizione massima |
| ---------------------------------------- | ----------------- |
| Stati Uniti (Bubbling Under Hot 100)     | 21                |
| Stati Uniti (Bubbling Under R&B/Hip-Hop) | 14                |
| Stati Uniti (dance/club)                 | 20                |
| Filippine                                | 44                |